# Pi1 Octantis
Pi1 Octantis (21 Octantis) é uma estrela na direção da constelação de Octans. Possui uma ascensão reta de 15h 01m 50.70s e uma declinação de −83° 13′ 40.0″. Sua magnitude aparente é igual a 5.65. Considerando sua distância de 389 anos-luz em relação à Terra, sua magnitude absoluta é igual a 0.27. Pertence à classe espectral G8/K0III.